# 福田街道 (深圳市)

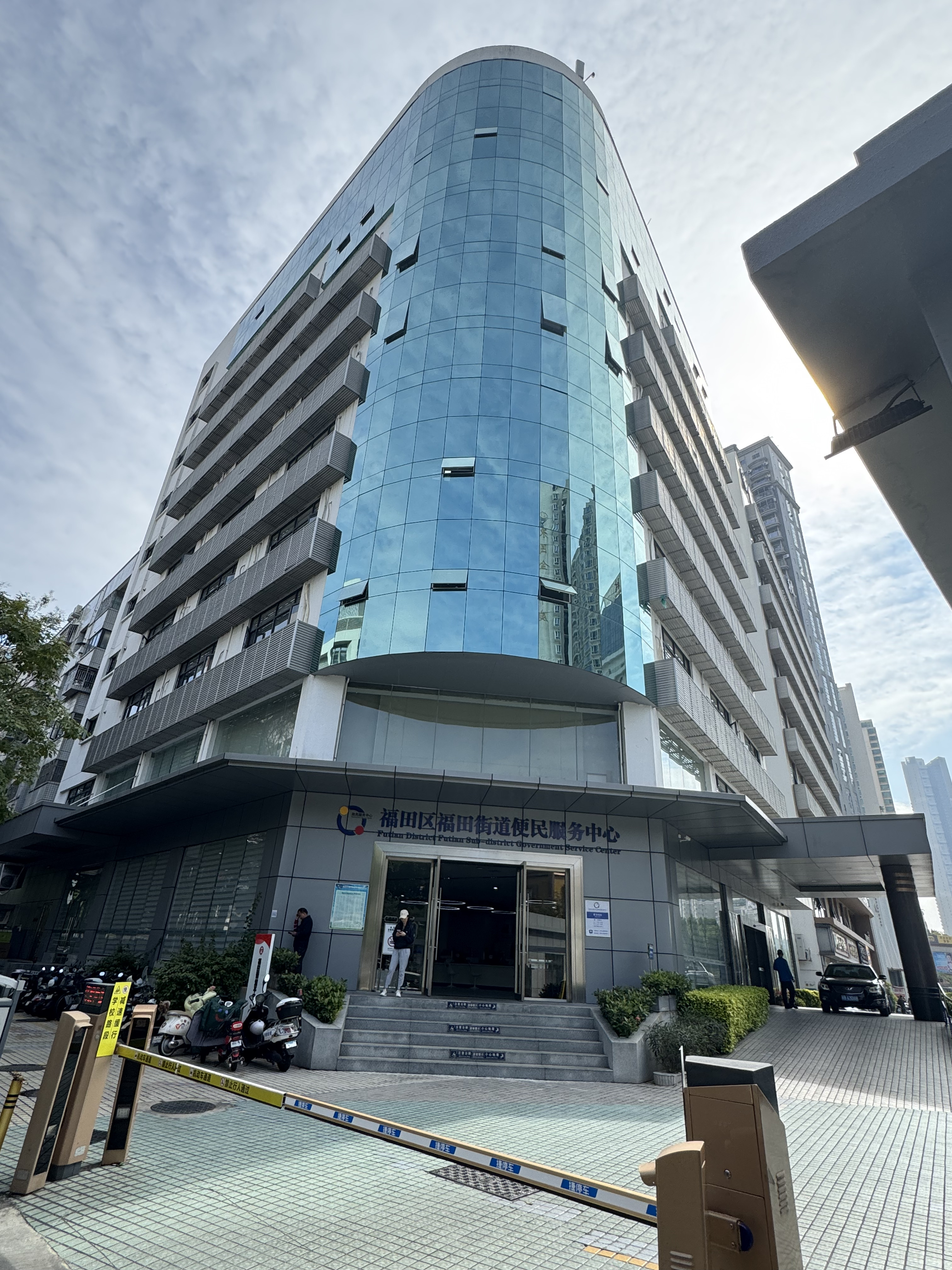
福田街道便民服务中心

福田街道是中国广东省深圳市福田区下辖的一个街道，成立於1983年11月，位于福田区的南部。名称取自街道内的城中村——福田村（也是“福田区”一名的由来）。

## 地理
福田街道总面积10.8平方公里，下辖13个社区。总人口约50万人，其中户籍人口9.5万人、常住人口40万人。其範圍东起华强路、西至新洲路、北接深南路、南临深圳河，毗連香港落马洲。
福田街道最南端，即地鐵福民站一帶，主要以住宅大廈為主，而在北端則是商業中心區。2007年8月位於該區的福田口岸落成啟用，為深圳另一個進出香港的陸路口岸，可連接港鐵東鐵綫落馬洲站。多條深圳地鐵線路，包括4號線、7號線及10號線，均途經福田街道。

## 行政区划
福田街道下辖以下地区：
福华社区、福安社区、福山社区、福民社区、水围社区、渔农社区、岗厦社区、海滨社区、福田社区、皇岗社区、福南社区、口岸社区和圩镇社区。

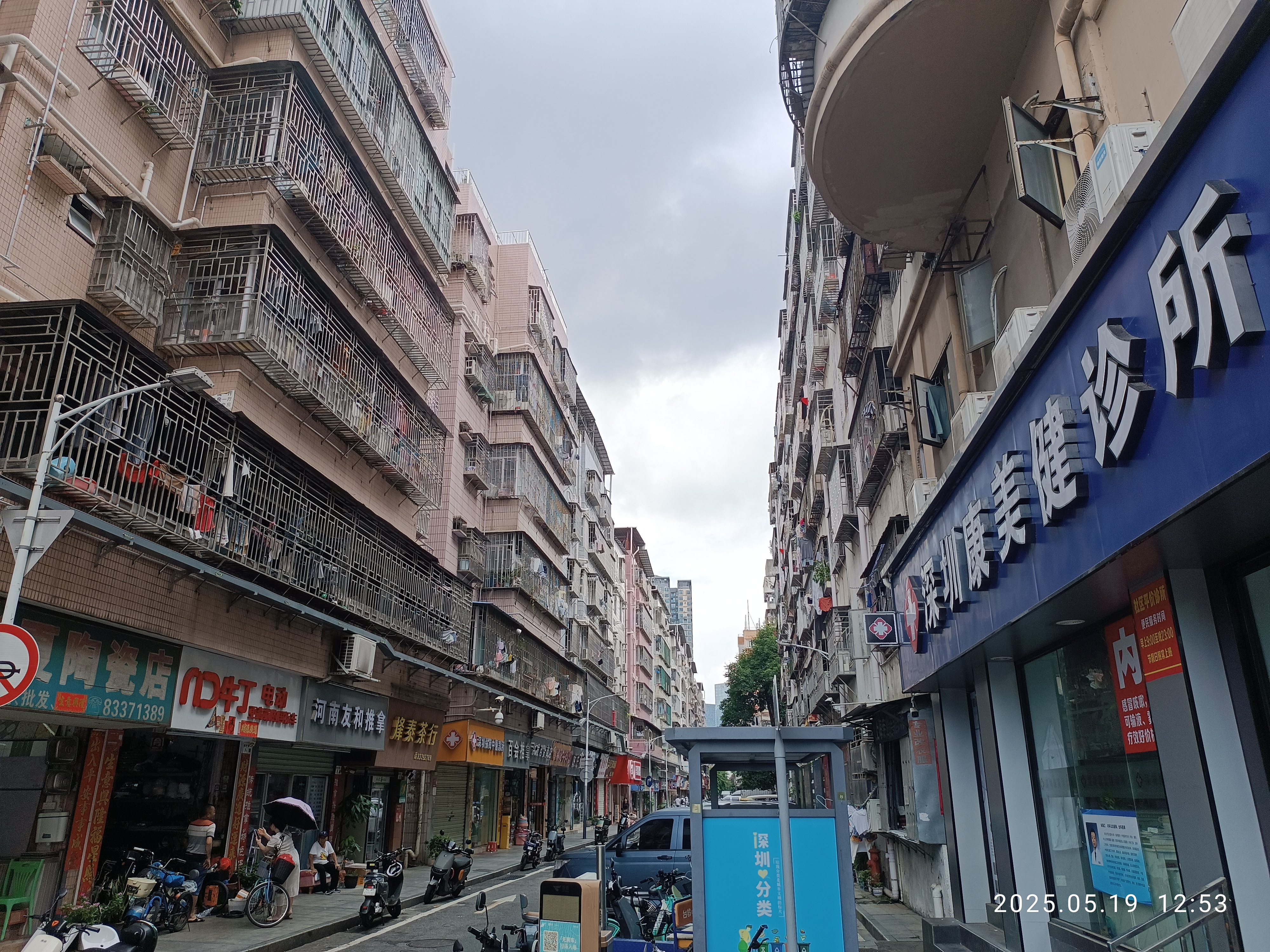
福田村西頭坊
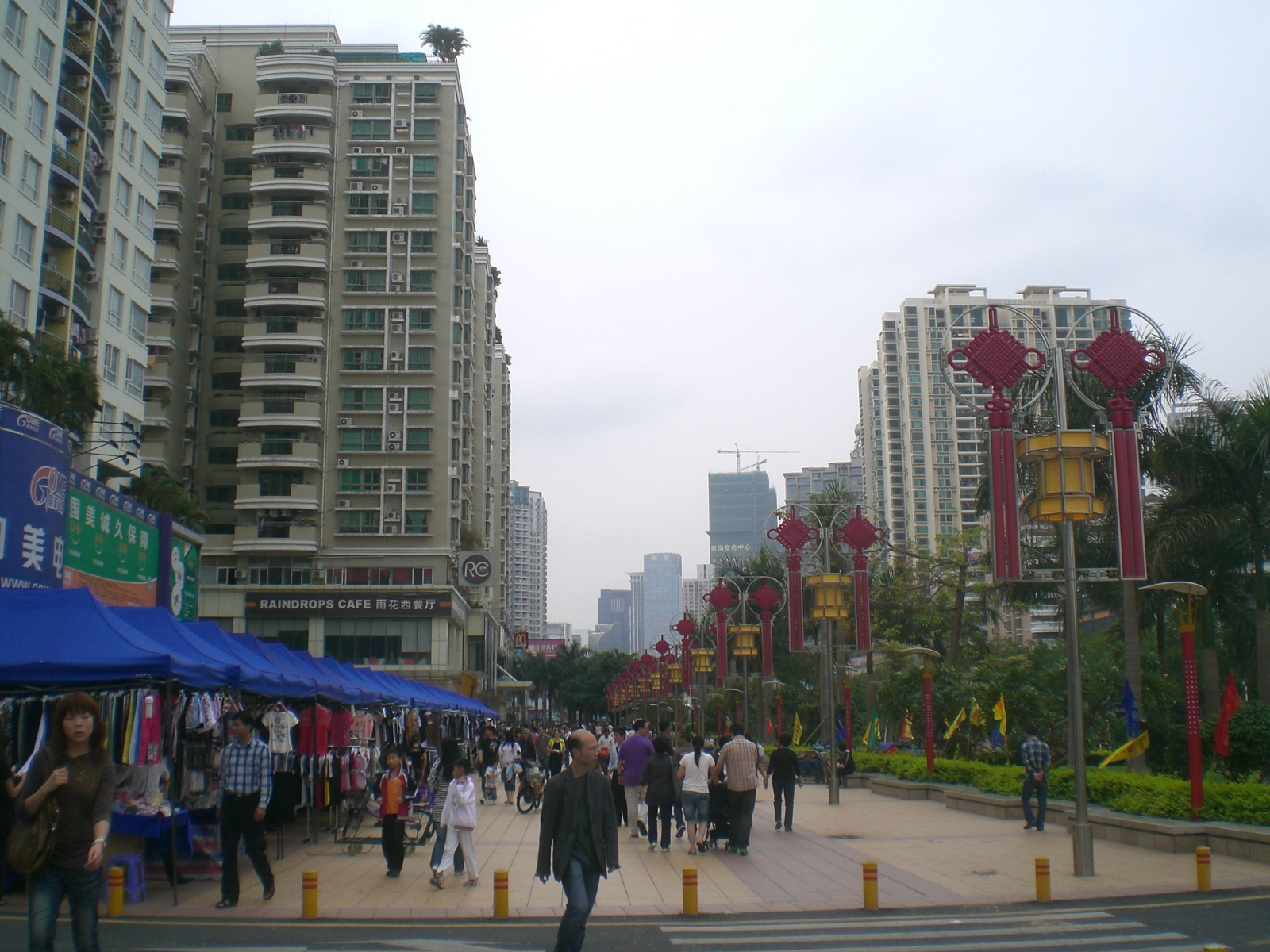
福民一景
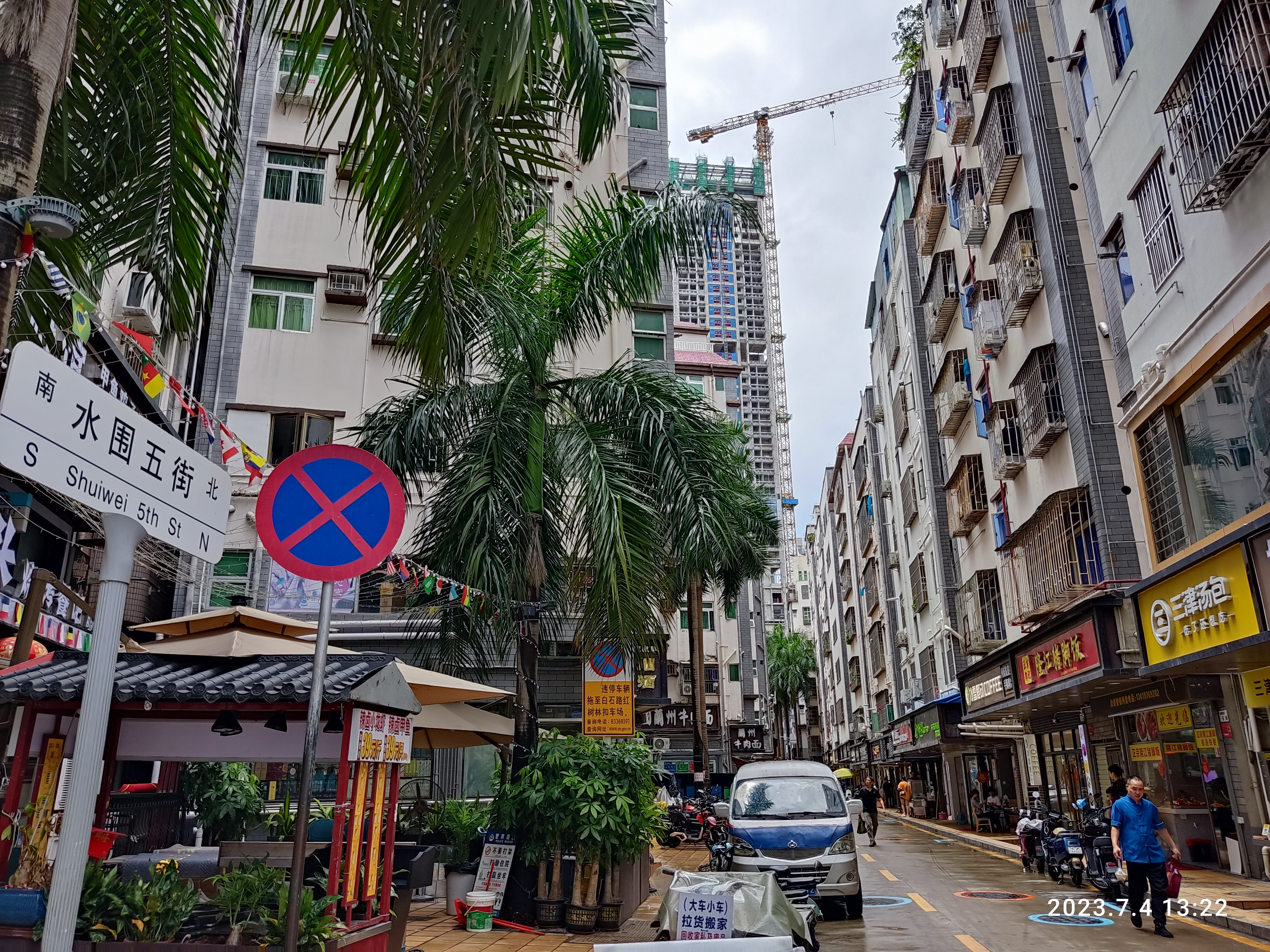
水围
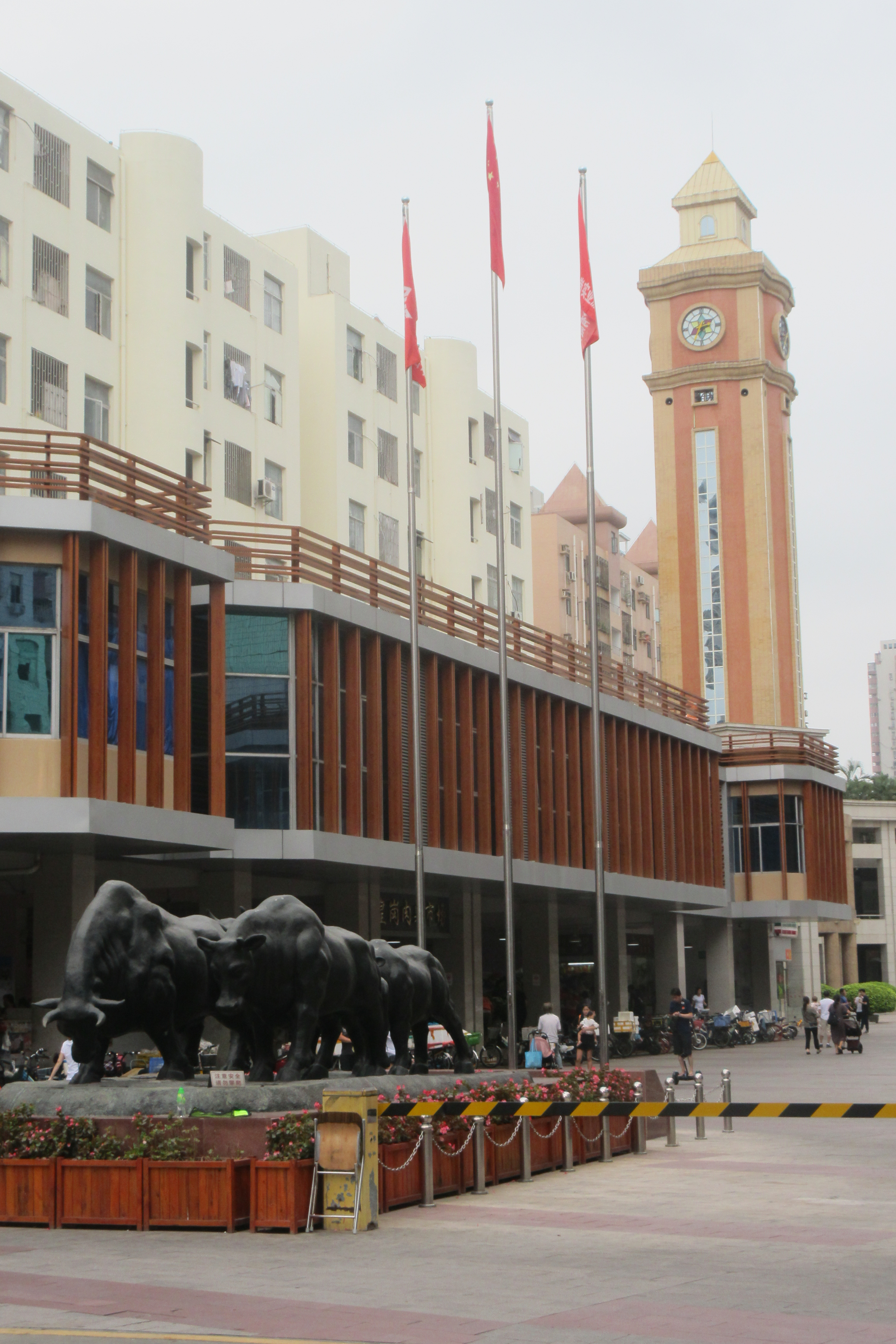
皇岗村
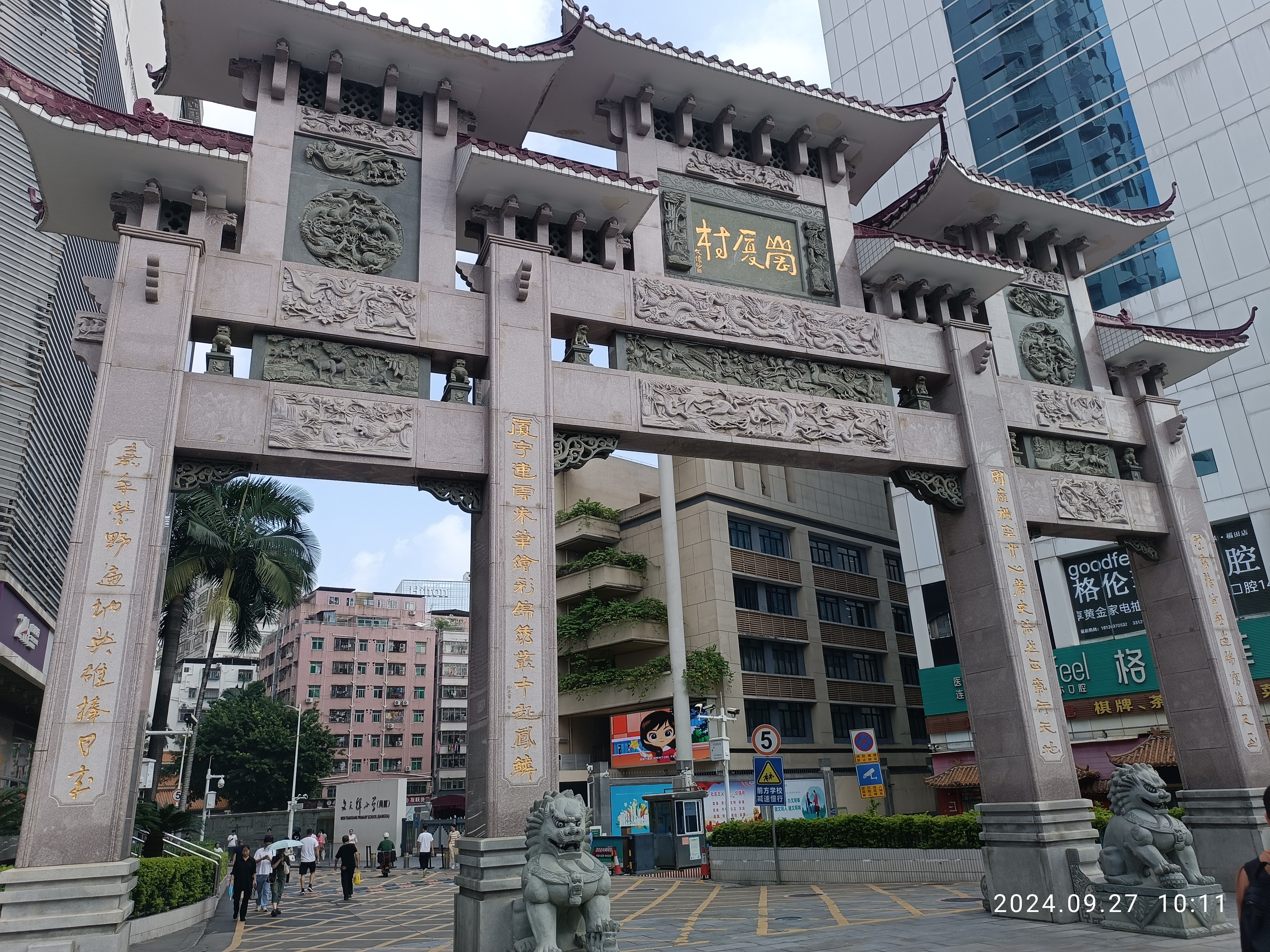
崗廈

## 經濟
福田街道是福田区内城市商业综合体较为集中的区域。该地区的福田CBD商圈被列为首批“深圳市级示范特色商圈”，商圈总面积约73万平方米，包含多个大型商业中心，如星河COCO Park、卓悦intown、皇庭广场等。此外，福田街道内还包括了中国大陆首个以节日文化为主题的公共文化街区——深圳节日大道，以及结合城中村历史记忆和都市慢生活的水围1368文化街区。这些多样化的商业和文化旅游形态共同促进了福田街道夜间经济的增长。

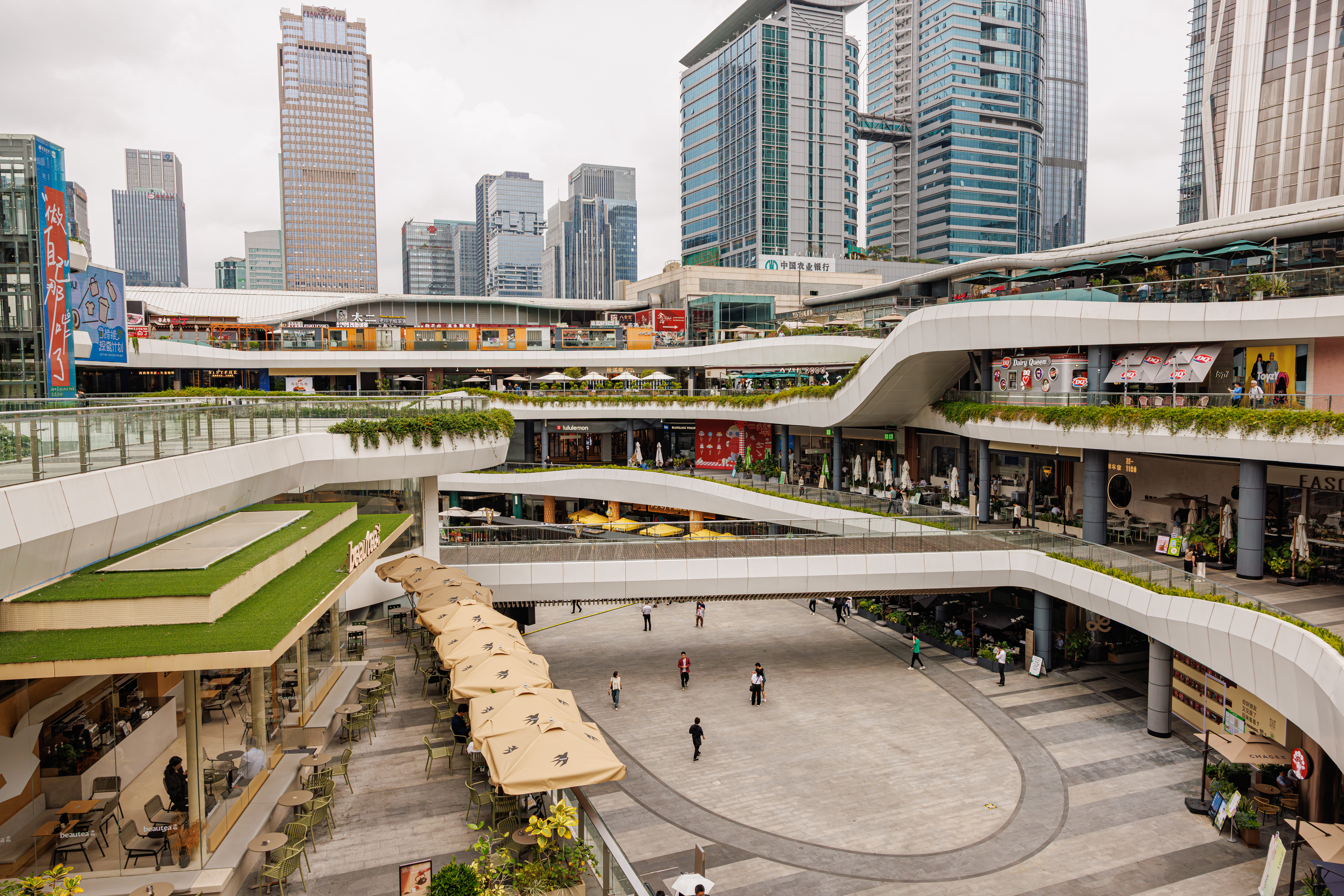
COCO Park
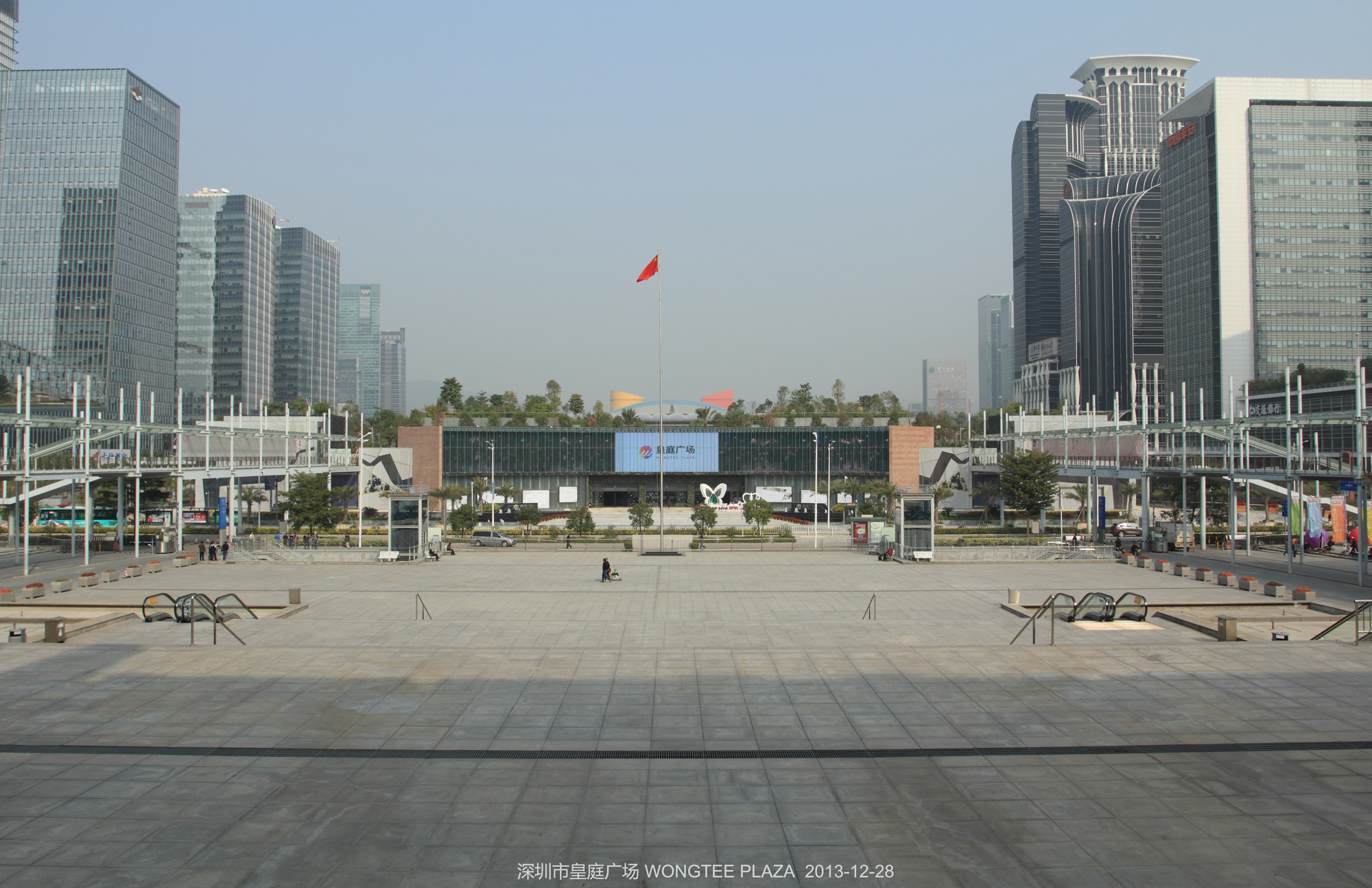
皇庭广场
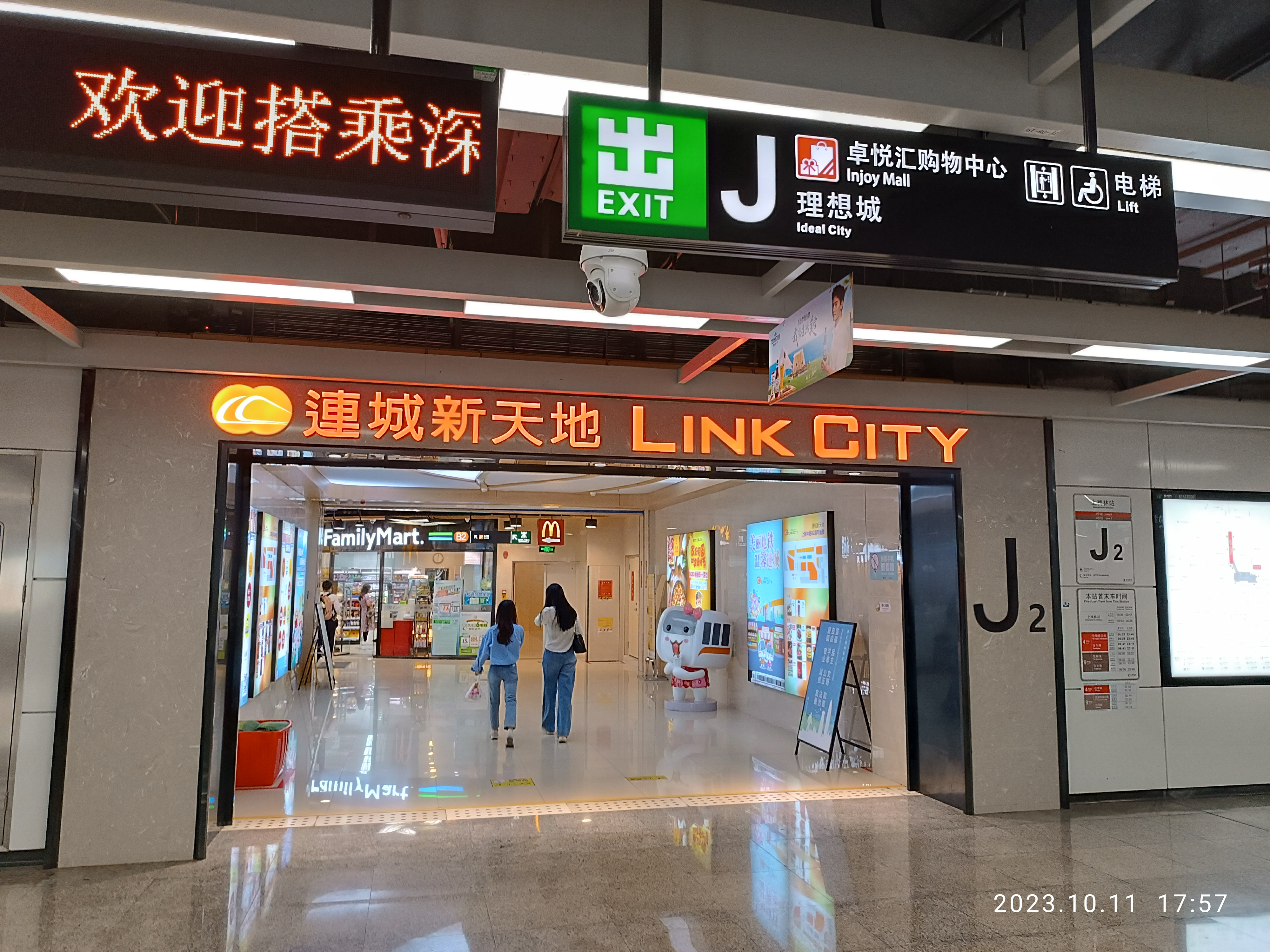
連城新天地
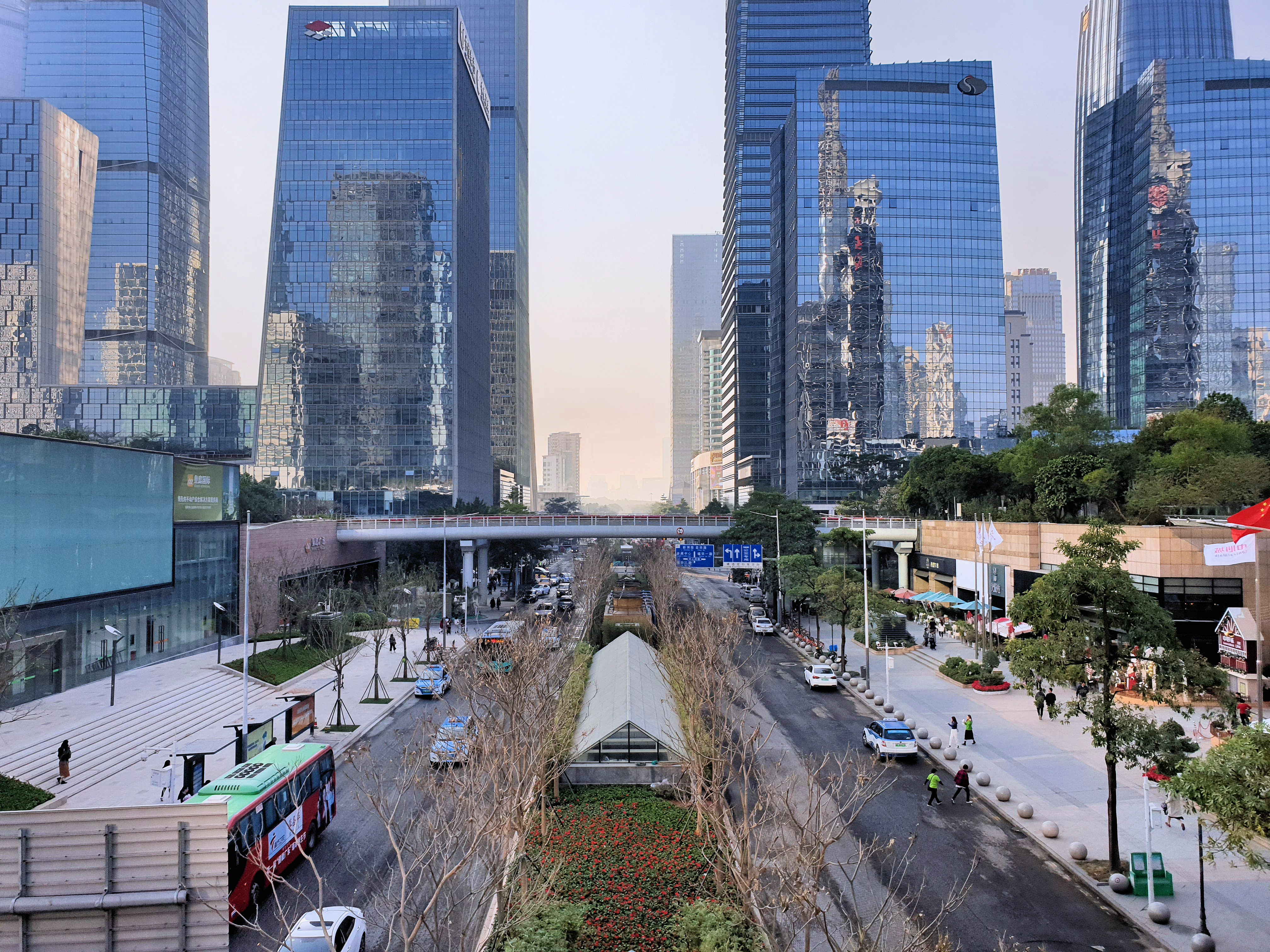
领展中心城和皇庭广场间的福华路
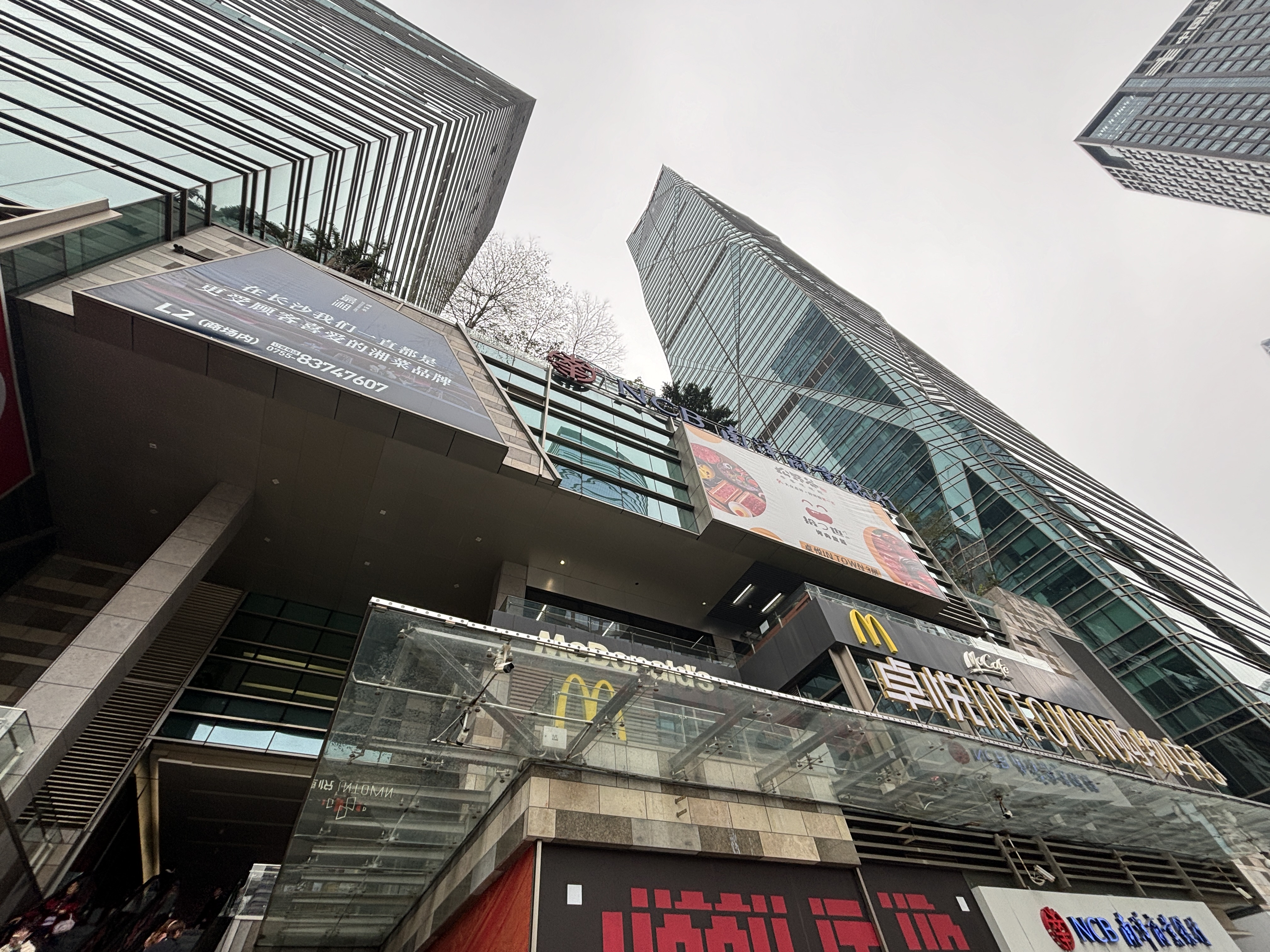
福田卓悦INTOWN购物中心

## 景點
- 深圳会展中心
- 皇岗口岸
- 福田口岸
- 港灣豪庭廣場

## 圖片

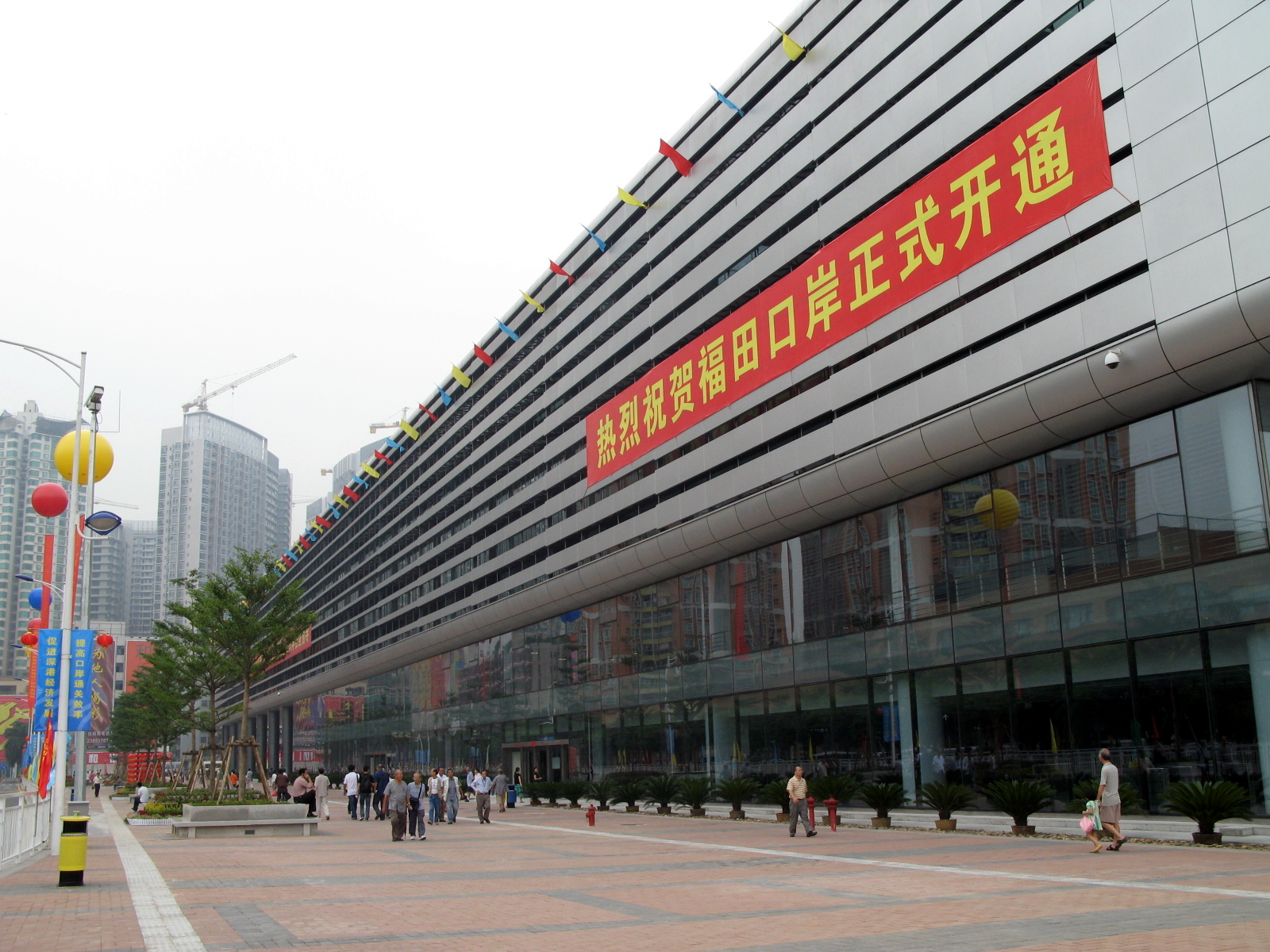
福田口岸，位處福田街道
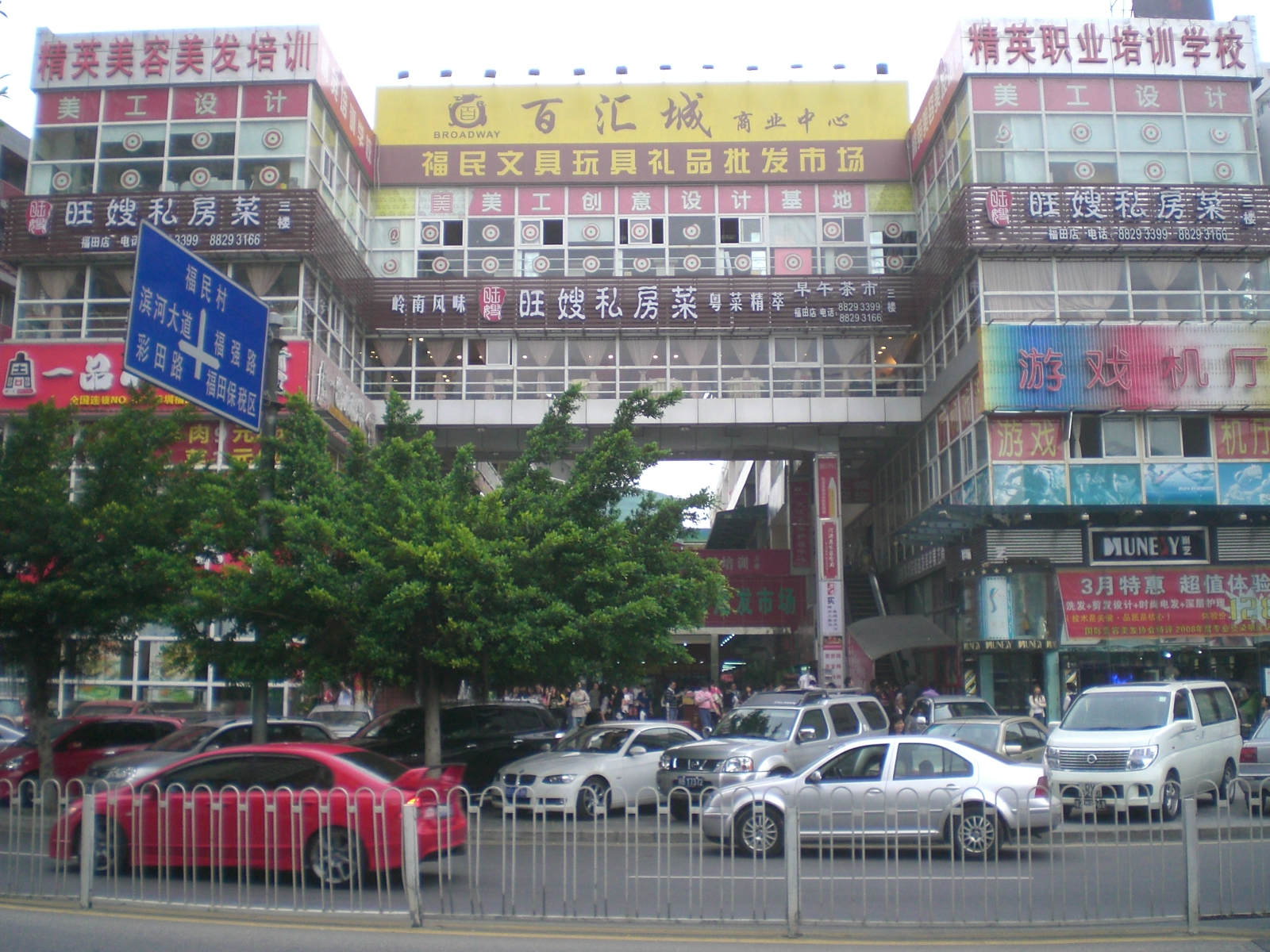
福民文具批發市場
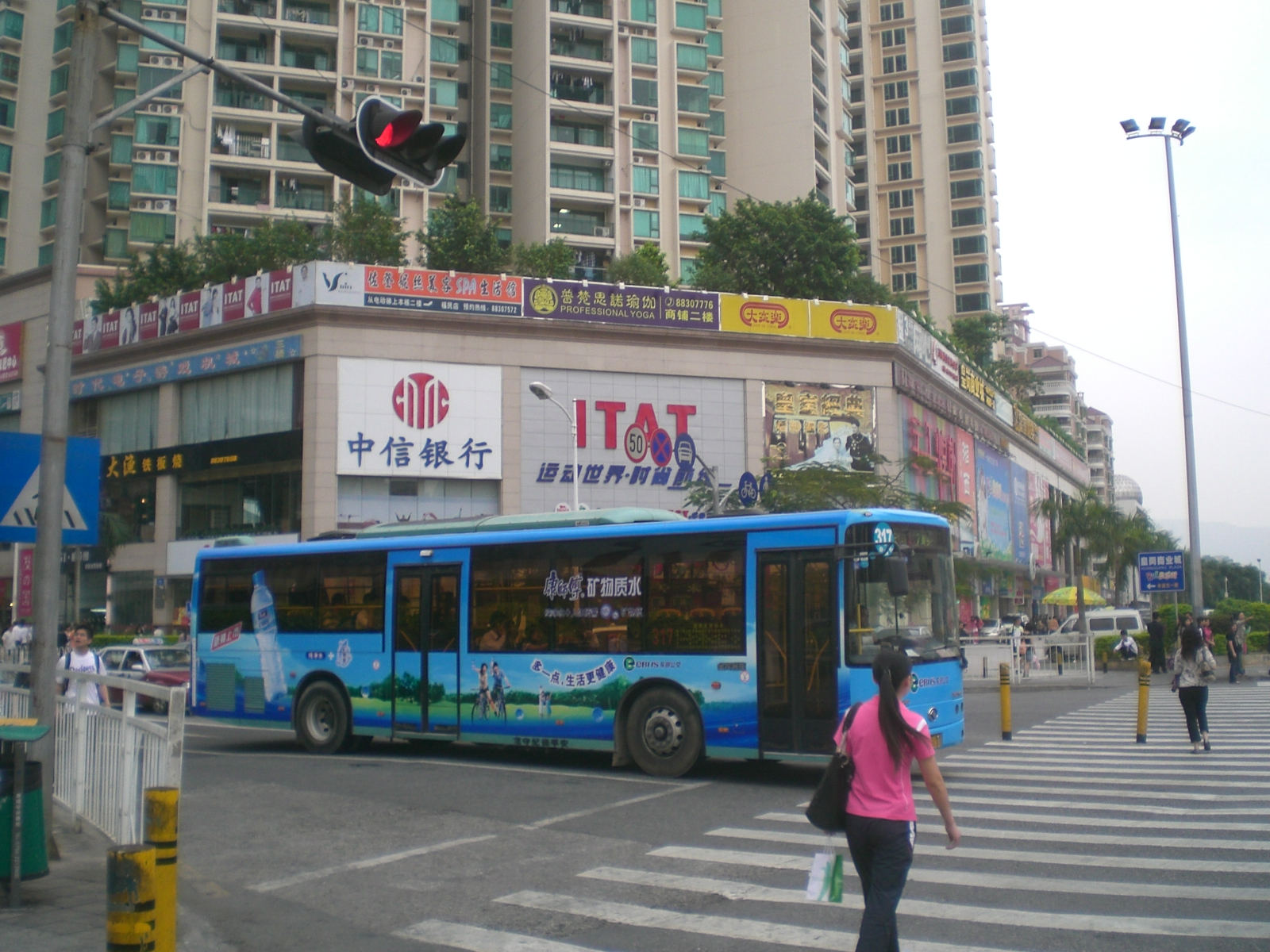
福民一個住宅大廈之商場
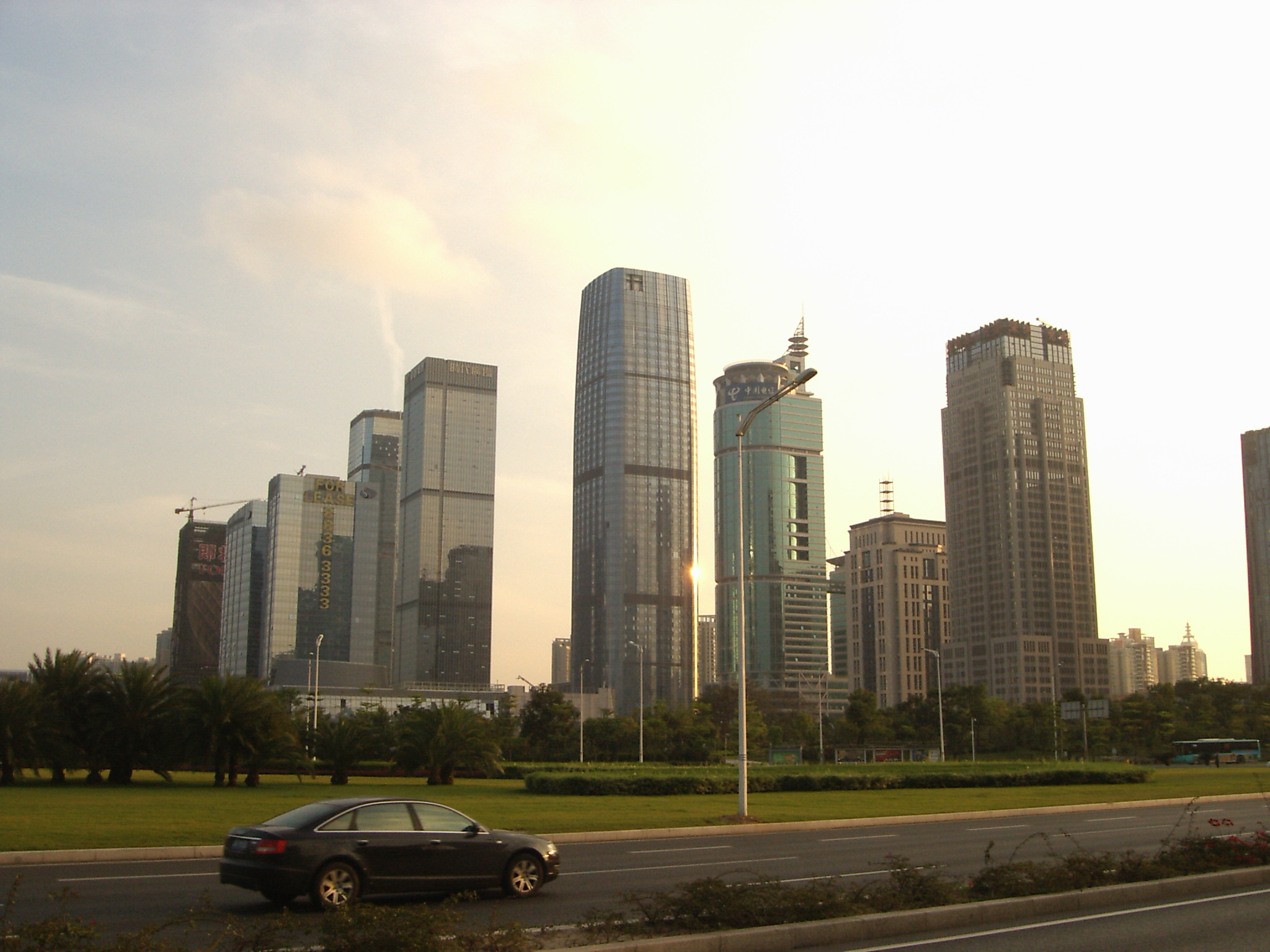
福田商業中心區